# Blake Shelton
Blake Tollison Shelton (ur. 18 czerwca 1976 w Ada) – amerykański wokalista, gitarzysta i kompozytor, sześciokrotnie nominowany do nagrody Grammy.

## Życiorys

### Wczesne lata

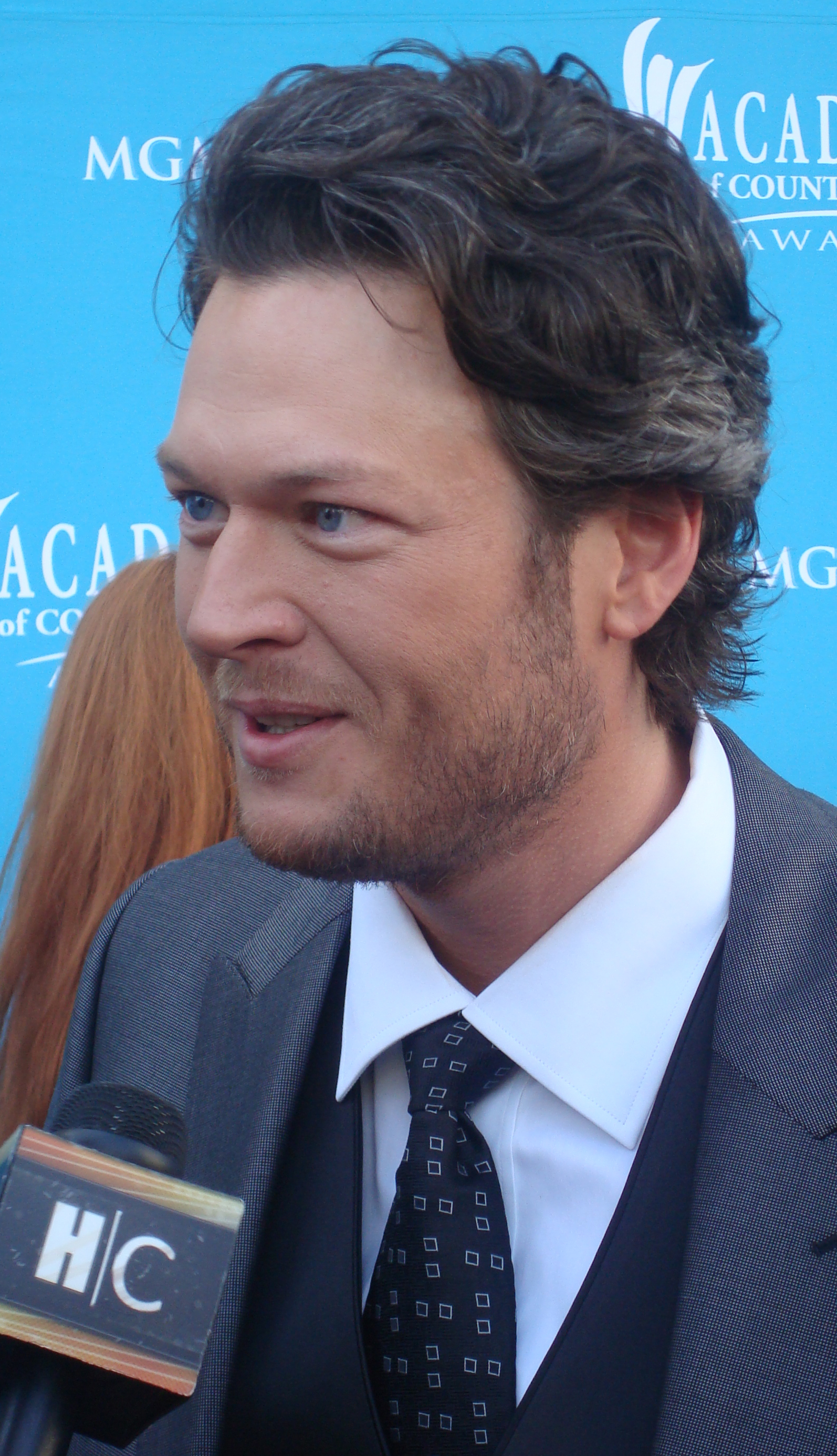
Blake Shelton, 2010

Urodził się w Ada w stanie Oklahoma jako syn Dorothy (z domu Byrd) i Richarda Lee Sheltonów. Jego matka była właścicielką salonu piękności, a ojciec pracował jako sprzedawca używanych samochodów. Jego rodzina była pochodzenia angielskiego, a także miała korzenie niemieckie, szkockie, walijskie, holenderskie, irlandzkie i francuskie.
Zaczął śpiewać jako dwunastolatek. Na gitarze nauczył go grać wujek. W wieku piętnastu lat napisał swoją pierwszą piosenkę, a rok później otrzymał lokalną nagrodę Denbo Diamond. Jego inspiracją stał się Garth Brooks.

### Kariera
W 1997 podpisał kontrakt muzyczny z wytwórnią Sony Music. W kwietniu 2001 roku wydał swój debiutancki singiel „Austin”, który przez pięć tygodni utrzymywał się na szczycie notowania magazynu „Billboard” Hot Country Songs.
Był gościem Saturday Night Live (2015).
Do 2017 nagrał jedenaście albumów studyjnych.
W listopadzie 2017 magazyn „People” wybrał go najseksowniejszym mężczyzną.

## Życie prywatne
17 listopada 2003 ożenił się z Kaynette Gern. W 2006 rozwiedli się. 14 maja 2011 poślubił Mirandę Lambert. 20 lipca 2015 doszło do rozwodu. 3 lipca 2021 wziął ślub z Gwen Stefani, z którą związany jest od października 2015.

## Dyskografia
Albumy studyjne
- Blake Shelton (2001)
- The Dreamer (2003)
- Blake Shelton's Barn & Grill (2004)
- Pure BS (2007)
- Startin' Fires (2008)
- Red River Blue (2011)
- Cheers, It's Christmas (2012)
- Based on a True Story (2013)
- Bringing Back the Sunshine (2014)
- If I'm Honest (2016)
- Texoma Shore (2017)

Kompilacje
- Blake Shelton – The Essentials (2009)
- Loaded: The Best of Blake Shelton (2010)
- Original Album Series (2012)
- Reloaded: 20 #1 Hits (2015)

Ważniejsze single
- „Austin” (2001)
- „The Baby” (2002)
- „Some Beach” (2004)
- „Home” (2008)
- „She Wouldn’t Be Gone” (2008)
- „Hillbilly Bone” (2009)
- „Honey Bee” (2011)
- „Just a Fool” (feat. Christina Aguilera; 2012)
- „Sure Be Cool If You Did” (2013)
- „Boys 'Round Here” (feat. Pistol Annies i przyjaciele; 2013)
- „Go Ahead and Break My Heart” (2016)
- „She’s Got A Way With Words” (2016)
- „Came Here To Forget” (2016)
- „A Guy With A Girl” (2016)

## Nagrody
| Rok  | Nagroda               | Kategoria                 | Tytuł                |
| ---- | --------------------- | ------------------------- | -------------------- |
| 2017 | People’s Choice Award | Ulubiony artysta country  | –                    |
| 2017 | People’s Choice Award | Ulubiony album            | If I’m Honest (2016) |
| 2017 | Billboard Music Award | Najlepszy artysta country | –                    |